# Alberto Righini
Alberto Righini es un deportista italiano que compitió en bobsleigh. Ganó dos medallas en el Campeonato Mundial de Bobsleigh, bronce en 1958 y plata en 1959.

## Palmarés internacional
| Campeonato Mundial | Campeonato Mundial           | Campeonato Mundial | Campeonato Mundial |
| Año                | Lugar                        | Medalla            | Prueba             |
| ------------------ | ---------------------------- | ------------------ | ------------------ |
| 1958               | Garmisch-Partenkirchen (RFA) | Medalla de bronce  | Cuádruple          |
| 1959               | Sankt Moritz (Suiza)         | Medalla de plata   | Cuádruple          |